# Нивеллен
Нивеллен — персонаж рассказа Анджея Сапковского «Крупица истины» и второго сезона телесериала «Ведьмак», где его сыграл Кристофер Хивью.

## У Сапковского
Нивеллен появляется в рассказе Анджея Сапковского «Крупица истины», включённом в сборник «Последнее желание» (цикл книг «Ведьмак»). Это предводитель разбойников, усадьба которого находится в лесу. Из-за наложенного на него проклятия Нивеллен превращается в чудовище (наполовину льва, наполовину медведя), его банда разбегается, и он остаётся один. Время от времени ему привозят девушек, Нивеллен делает их своими любовницами, а позже отпускает, наделив частью своих сокровищ.
Однажды в усадьбе Нивеллена случайно оказывается ведьмак Геральт. Хозяин радушно принимает его и рассказывает свою историю. Он упоминает и свою новую возлюбленную — Вереену, по его словам, русалку. Геральт догадывается, что в действительности Вереена — вампир, и убивает её в поединке, после чего Нивеллен снова превращается в человека. В прошлом полноватый и болезненный юноша, теперь он стал красивым молодым мужчиной, но из-за потери возлюбленной он не чувствует благодарности к ведьмаку.
История Нивеллена — один из характерных для творчества Сапковского примеров ироничной интерпретации классического сказочного сюжета. В этом случае речь о сказке «Красавица и чудовище».

## В сериале
Нивеллен стал персонажем второго сезона телесериала «Ведьмак» (2021), где его сыграл Кристофер Хивью. Ещё до премьеры сезона специалисты отмечали, что этот образ предполагает широкий эмоциональный диапазон. Хивью в телесериале «Игра престолов» сыграл Тормунда, называвшего себя, помимо всего прочего, мужем медведицы, и это могло спровоцировать целую волну мемов от поклонников обоих шоу.
Сценаристы существенно изменили трактовку сюжета и добавили в него новые детали: Нивеллен оказывается старым другом Геральта, он изначально знает, что его возлюбленная — вампир, а в финале Геральт осуждает его за изнасилование жрицы.
Нивеллен рассказывает Геральту легенду о Ларе Доррен и сообщает, что видел в небе Дикую Охоту. Его рассказ может сыграть важную роль в развитии сюжета всего сериала.